# Манырак
Манырак (каз. Маңырақ, до 1992 г. — Покровка) — аул в Тарбагатайском районе Восточно-Казахстанской области Казахстана. Административный центр Маныракского сельского округа. Код КАТО — 635857100.

## Население
В 1999 году население аула составляло 1848 человек (953 мужчины и 895 женщин). По данным переписи 2009 года, в ауле проживало 1338 человек (701 мужчина и 637 женщин).